# 國津神：女神之道
《國津神：女神之道》是由卡普空推出的一款結合動作與策略，並帶有塔防元素的遊戲。故事舞台設定於虛擬的村落「禍福山」，某天污穢突然蔓延到山中，並將村民變成名為「畏哭」的妖怪，而且蘊含女神力量並可抵禦汙穢的十二個面具也被奪走了。
玩家須扮演主角「宗」，守護巫女「世代」的安全，並且設法奪回面具。

## 遊戲玩法
遊戲為關卡制，每攻略完一個關卡（如村莊），便會開放數個可供攻略的新村莊。每關依時間可分為白天和夜晚兩大階段。白天是準備階段，須趁此時探索村莊，盡可能淨化汙穢並拯救村民，也可在此時修復並安置各種防衛機關。到了夜晚是戰鬥階段，須和被拯救的村民合作保護世代，對抗「畏哭」。玩家可以替村民選擇各式各樣的職業輔助戰鬥，例如遠攻的「弓取」、近戰的「樵人」、補血的「巫師」、高耐久的「角力」等等。

## 開發與發行
《國津神：女神之道》由川田秀一擔任遊戲總監，歷經4年的開發，遊戲設計深受日本民間傳說的影響。宗的的戰鬥方式受到神樂儀式舞蹈所啟發，而敵人的設計則受到日本妖怪的影響。
卡普空也與著名的淨琉璃木偶大師桐竹勘十郎合作，以文樂的方式執導了遊戲前傳，於2024年7月18日透過YouTube發布，標題為《山祇祭祀傳 巫女命運之段》。

## 評價
| 汇总媒体   | 得分                                   |
| ---------- | -------------------------------------- |
| Metacritic | 80/100 (PS5) 84/100 (PC) 84/100 (XSXS) |

根據網站Metacritic的資料，《國津神：女神之道》獲得了評論家「普遍好評」的評價。